# Saaluncifera
Saaluncifera is een geslacht van vlinders van de familie uilen (Noctuidae), uit de onderfamilie Amphipyrinae.

## Soorten
- S. lamottei Laporte, 1972
- S. uncinata (Saalmüller, 1891)